# Guangdong South China Tiger
El Guangdong South China Tiger Football Club (en chino tradicional, 廣東華南虎足球俱樂部; en chino simplificado, 广东华南虎足球俱乐部; pinyin, Guǎngdōng Huánánhǔ Zúqiú Jùlèbù) fue un equipo de fútbol de la China que jugó en la Primera Liga China, segunda división de fútbol en el país.

## Historia
Fue fundado el 3 de julio de 2003 en la ciudad de Dongguan con el nombre Dongguan Nancheng por la oficina de deportes de la ciudad de Dongguan luego de la desaparición del Guangdong Hongyuan; y su primera aparición en un torneo oficial fue en la Primera División de Hong Kong de 2003/04 como un equipo extranjero en la liga. El equipo más adelante tuvo el apoyo de varias empresas de la región y en el año 2005 se unieron al sistema de ligas de China.
En 2012 el equipo se mudaría a la ciudad de Meizhou y cambiarían su nombre por el de Meixian Hakka el 12 de diciembre de 2012, convirtiéndose en el primer equipo profesional de Meizhou; y el 30 de diciembre de 2016 cambiarían su nombre por el que tienen actualmente. En la temporada 2017 lograrían el ascenso a la Primera Liga China por primera vez en su historia.
En 2019 el equipo cambiaría su nombre por el de Guangdong South China Tiger en enero de 2019. El club anunció su disolución en 13 de febrero de 2020.

## Nombres anteriores
- 2003-2012 Dongguan Nancheng (en chino: 东莞南城)
- 2013-2015 Meixian Hakka (en chino: 梅县客家)
- 2016 Meizhou Meixian Hakka (en chino: 梅州市梅县区客家)[9]
- 2017-2019 Meizhou Meixian Techand (en chino: 梅州市梅县区铁汉)
- 2019-2020 Guangdong South China Tiger (en chino: 广东华南虎}}

## Entrenadores
- Li Hu (2011)
- Goran Paulić (2012)[10]
- Hirokazu Sakuma (2013)
- Tomoo Tsukoshi (2014)[11]
- Wang Hongwei (2015–2016)
- Li Haiqiang (2017)
- Juan Ignacio Martínez (2017–2018)[12][13]
- Pan Wenjun (interino- 2018)[13]
- Fu Bo (2018–2020)